# Горбацкий, Виталий Герасимович
Виталий Герасимович Горбацкий (1920—2005) — советский и российский астроном.

## Биография
Родился в Невеле (ныне — Псковской области), отец — Горбацкий Герасим Васильевич (14.05.1896 — 30.01.1977), географ-геоморфолог, кандидат географических наук, почётный полярник.
В 1941 окончил Ленинградский университет. В 1941—1947 служил в Советской Армии. В 1948—1952 работал в обсерватории Ленинградского университета, в 1952—1958 преподавал математику в Ленинградском технологическом институте, с 1960 работал в Ленинградском университете, профессор.
Основные труды в области физики звёзд и межзвёздной среды. Дал интерпретацию спектральных особенностей, изменений блеска и спектра нестационарных звёзд (типа Be, новых, долгопериодических переменных) на основе теории движущихся оболочек звёзд; исследовал физические процессы в оболочках, определил динамические свойства оболочек и их структуру. Рассмотрел процесс высвечивания атмосфер долгопериодических переменных после прохождения ударной волны и с помощью этого механизма объяснил эмиссионный линейчатый спектр этих нестационарных звёзд. Изучил свойства тесных двойных систем из звёзд-карликов, являющихся новыми, повторными новыми или новоподобными. В частности, впервые установил (1965) механизм дисковой аккреции, предсказал и рассчитал рентгеновское излучение таких систем, истолковал кривые их блеска на основе расчетов движения газовых потоков в системах. Рассмотрел процессы, приводящие к вспышкам звёзд типа U Близнецов, и предложил модель вспышки. Исследовал некоторые закономерности движений газа в звёздах различных типов и галактиках. Автор монографий «Нестационарные звезды» (совместно с И. Н. Мининым, 1963), «Новоподобные и новые звезды» (1974), «Космическая газодинамика» (1977), «Физика галактик и скоплений галактик» (1986).
Заслуженный деятель науки Российской Федерации (1999), медаль «В память 300-летия Санкт-Петербурга» (2003), медаль «Санкт-Петербургский государственный университет» (1996).